# Авакян, Григорий Вартазарович
Григорий Вартазарович Авакян (арм. Գրիգորի Ավագյան, азерб. Qriqori Vartazaroviç Avakyan; р. 1909, Елизаветпольский уезд) — советский азербайджанский виноградарь, Герой Социалистического Труда (1950).

## Биография
Родился в 1909 году в селе Сеидкенд Елизаветпольского уезда Елизаветпольской губернии (ныне Дашкесанский район Азербайджана).
С 1937 года рабочий, заведующий отделом, главный агроном виноградарского совхоза имени Низами города Кировабада, с 1964 года агроном-энтомолог. В 1949 году получил урожай винограда 185,2 центнеров с гектара на площади 20,7 гектаров. Авакяна, как агронома, беспокоили низкие урожаи винограда в совхозе. Выяснилось, что низкие урожаи являются следствием сильной изреженности насаждений, слабого роста кустов и короткой подрезки. С 1947 года, кроме обычных видов удобрений, Авакян начал применять фекалии, которые вносились в почву весной из расчета 25 тонн на гектар. Кроме того, виноградники стали получать летную подкормку азотом.
Указом Президиума Верховного Совета СССР от 4 сентября 1950 года за получение высоких урожаев винограда на поливных виноградниках в 1949 году Авакяну Григорию Вартазаровичу присвоено звание Героя Социалистического Труда с вручением ордена Ленина и золотой медали «Серп и Молот».
Активно участвовал в общественной жизни Азербайджана. Член КПСС с 1931 года.